# Lars Brüggemann
Lars Brüggemann (* 2. März 1976 in Hemer) ist ein ehemaliger deutscher Eishockeyspieler, der während seiner aktiven Zeit in der Deutschen Eishockey Liga für die Adler Mannheim, die Nürnberg Ice Tigers, die Krefeld Pinguine, die Moskitos Essen, die Iserlohn Roosters, die Hannover Scorpions und die Grizzly Adams Wolfsburg spielte.
Ab 2008 war er als Eishockeyschiedsrichter aktiv und leitete Spiele in der Deutschen Eishockey Liga (DEL) und auf internationaler Ebene. Am 21. März 2017 beendete er seine Laufbahn als Profi-Schiedsrichter und wurde bei der DEL als „Leiter Schiedsrichterwesen“ tätig. Zudem ist er seit 2022 Leiter des Trainee-Programms sowie der Internationalen Aufgaben des Deutschen Eishockey-Bundes.

## Karriere
Der Verteidiger, der zunächst in seinem Heimatverein ECD Sauerland ausgebildet wurde, wechselte im Alter von 17 Jahren in die kanadische Juniorenliga LHJMQ, wo er für die Hull Olympiques auf dem Eis stand, die ihn 1993 im CHL Import Draft als 26. Spieler gezogen hatten. Er war damit der erste deutsche Draftpick in der Geschichte dieses Drafts. 
Nach Gründung der DEL 1994 kehrte der Linksschütze nach Deutschland zurück, um für die Adler Mannheim zu spielen. Nach einem Jahr in Mannheim wechselte Brüggemann zu den Nürnberg Ice Tigers, die er nach der Saison 1996/97 für ein erneutes Engagement in Nordamerika, dieses Mal bei den Jacksonville Lizard Kings in der East Coast Hockey League, verließ. Nach nur einem Jahr wechselte Lars Brüggemann zurück in die DEL zu den Krefeld Pinguinen. Weitere Stationen waren die Moskitos Essen, die Iserlohn Roosters, die Hannover Scorpions und zuletzt die Grizzly Adams Wolfsburg. Aufgrund einer schweren Verletzung musste Brüggemann seine Karriere nach der Saison 2006/07 beenden.

### International
Brüggemann spielte erstmals 1995 bei der U20–Weltmeisterschaft für Deutschland. Im Seniorenbereich kam er zu Einsätzen bei den Olympischen Winterspielen 1998 und den Weltmeisterschaften der Jahre 1998 und 2000.

## Erfolge und Auszeichnungen
- 1999 Teilnahme am DEL All-Star Game
- 2000 Aufstieg in die A-Gruppe bei der B-Weltmeisterschaft

## Karrierestatistik

### International
Vertrat Deutschland bei:
- Junioren-Weltmeisterschaft 1995
- Olympischen Winterspielen 1998
- Weltmeisterschaft 1998
- B-Weltmeisterschaft 2000

(Legende zur Spielerstatistik: Sp oder GP = absolvierte Spiele; T oder G = erzielte Tore; V oder A = erzielte Assists; Pkt oder Pts = erzielte Scorerpunkte; SM oder PIM = erhaltene Strafminuten; +/− = Plus/Minus-Bilanz; PP = erzielte Überzahltore; SH = erzielte Unterzahltore; GW = erzielte Siegtore; 1 Play-downs/Relegation; Kursiv: Statistik nicht vollständig)

## Schiedsrichterkarriere
Infolge seines frühen Karriereendes als Spieler absolvierte Brüggemann ab 2008 eine Ausbildung zum Schiedsrichter beim DEB. Seit Beginn der Saison 2008/09 kam er regelmäßig bei Partien der Regionalliga als Hauptschiedsrichter zum Einsatz. 2009 wurde er zum besten Schiedsrichter der Oberliga gewählt. Am 1. Dezember 2009 sein Debüt als Hauptschiedsrichter in der DEL. Als Mitglied des Iserlohner EC kam er bei Spielen der Iserlohn Roosters nicht zum Einsatz. 2011 wurde er dritter Profischiedsrichter der DEL. Sechs Mal leitete er als Referee Finalserien in den DEL-Playoffs. Auf internationaler Ebene war er unter anderem bei den Olympischen Spielen 2014 sowie der Weltmeisterschaft 2014 als Hauptschiedsrichter in Einsatz.
Am 21. März 2017 trat er als Profischiedsrichter zurück und übernahm bei der DEL zum 1. Mai 2017 das Amt des „Leiters Schiedsrichterwesen“. Im Januar 2022 wurde ihm zusätzlich die Leitung des Trainee-Programms sowie der Internationalen Aufgaben beim DEB übertragen. Kommissarisch übernahm er auch im Verband die Leitung des Schiedsrichterwesens, bis der Posten im Mai 2022 mit Manuela Gröger-Schneider besetzt wurde.

## Persönliches
Lars Brüggemann ist der Sohn des ehemaligen ECD-Spielers Dieter Brüggemann, dessen Trikotnummer aufgrund seiner Verdienste für den Verein bei den Iserlohn Roosters nicht mehr vergeben wird. Sein eigener Sohn Vincent ist seit der Saison 2022/23 als Linesman in der DEL aktiv.